# Pleromelloida apposita
Pleromelloida apposita là một loài bướm đêm trong họ Noctuidae.